# El Chorizo, Durango
El Chorizo är en ort i Mexiko.   Den ligger i kommunen Gómez Palacio och delstaten Durango, i den centrala delen av landet, 800 km nordväst om huvudstaden Mexico City. El Chorizo ligger 1 120 meter över havet och antalet invånare är 128.
Terrängen runt El Chorizo är mycket platt, och sluttar norrut. Runt El Chorizo är det tätbefolkat, med 411 invånare per kvadratkilometer. Närmaste större samhälle är Torreón, 15,6 km söder om El Chorizo. Trakten runt El Chorizo består till största delen av jordbruksmark.